# Associação Nacional de Escritores
A Associação Nacional de Escritores (ANE) é uma instituição cultural brasileira. Está sediada em Brasília, capital nacional. Fundada em 21 de abril de 1963, foi uma das primeiras instituições culturais da cidade e deu origem a outras entidades, como a Academia Brasiliense de Letras, o Sindicato de Escritores no Distrito Federal e o Clube de Poesia de Brasília.
A associação foi instalada primeiramente na Livraria Dom Bosco, depois funcionou no Teatro Nacional e atualmente conta com sede própria, inaugurada em 1996. Ao longo de sua história, recebeu 340 associados. Entre as atividades desenvolvidas, a entidade afirma realizar concursos, seminários e conferências; representações, leituras de poesia e prosa; organização de encontros de escritores e de edições; intervenções diversas em questões de interesse social e cultural, e colaboração com outras entidades literárias.

## Histórico
A Associação Nacional de Escritores foi fundada em 21 de abril de 1963 na Livraria Dom Bosco. Figuraram, entre os fundadores, personalidades como Almeida Fischer, Cyro dos Anjos, Pompeu de Sousa, Alphonsus de Guimaraens Filho, Nelson Omegna, Victor Nunes Leal, Afonso Felix de Sousa, Carlos Castello Branco, Cândido Motta Filho, entre outros. Mais tarde, recepcionou outros membros: em 2005, estimou-se que contava com 200 sócios, em várias cidades brasileiras, embora a maioria morasse em Brasília. A ANE informou que no decorrer de sua história contou com 340 membros, incluindo os já falecidos, e mantinha em seu sítio eletrônico relação de todos eles.
Em março de 1965, a diretoria da ANE realizou sua primeira reunião. Durante alguns anos, esteve sediada no Teatro Nacional de Brasília e mais tarde realizou os encontros nas casas de seus associados. Em 1996, inaugurou uma sede própria, um edifício construído em terreno doado pela Novacap, que contava com auditório com 80 lugares e uma biblioteca com um acervo de mais de seis mil livros.

## Objetivos
Em seu estatuto, a Associação Nacional de Escritores declarou buscar "contribuir para o desenvolvimento cultural do país, defender os direitos fundamentais dos escritores e zelar pelos seus interesses, inspirados nos seguintes princípios e reivindicações:" 
a) Defesa permanente de nossa herança literária, científica e artística; das nossas tradições e da língua nacional; criação de condições novas que atendam às crescentes necessidades culturais de nosso povo. Nesses termos, empenhar-se-ão os escritores em que sejam criados estímulos a todas as atividades literárias, artísticas, científicas e técnicas, e promoverão campanha para que os poderes públicos executem uma justa e eficiente política cultural, destinando maiores verbas à instrução e educação, ao incentivo das artes, das letras e da pesquisa científica; à ampliação da rede de escolas destinadas aos três graus de ensino, subordinada a rigoroso planejamento técnico-científico. Cuidarão ainda os escritores da consecução, pelos poderes competentes, de medidas visando a melhores condições do ensino e do livro; ao incentivo e desenvolvimento da produção editorial e do comércio livreiro, com o consequente barateamento da obra impressa; à consolidação da produção cinematográfica; à difusão do jornalismo, e ao florescimento das artes plásticas, do teatro e da música brasileiros. b) Defesa intransigente das liberdades humanas da livre manifestação do pensamento em todas as suas formas de expressão. c) Apoio a uma conduta brasileira de coexistência pacífica com todos os povos, a fim de tornar possível o intercâmbio cultural, econômico e científico, indispensável ao seu pleno desenvolvimento.d) Solução dos problemas éticos e profissionais do escritor, lutando-se pelo conjunto de reivindicações e aspirações dos homens de letras do Brasil, tais como: definição do escritor; proteção ao trabalho intelectual; salários e direitos autorais condizentes; maiores dotações orçamentárias para fins culturais; bolsas de estudo de viagem; expansão do mercado do livro; alfabetização intensiva; tratamento tarifário especial para o papel, o livro e todos os instrumentos e material de aplicação cultural. e) Prestação de assistência cultural através de cursos populares, de caráter gratuito, sobre literatura brasileira. 

## Associados

### Filiação
De acordo com disposições estatutárias, a ANE admite novos sócios que tenham atendido a um dos seguintes requisitos: i) tenha publicado livro como autor único ou co-autor; ii) seja tradutor de obras literárias editadas em livro; iii) seja autor ou co-autor de peça teatral com valor literário, publicada ou representada; iv) seja autor de qualquer trabalho nos gêneros mencionados nas letras anteriores, ainda inédito, mas que tenha merecido prêmio em concurso público. A admissão de novos membros ocorre por decisão da Diretoria, em voto secreto e pela manifestação da maioria dos diretores presentes. Além dos requisitos de admissão, exige-se o apoio de dois associados ou do presidente de uma das comissões estaduais. Uma vez admitido, há a obrigação de ajudar financeiramente a associação, de acordo com contribuição fixada pela Diretoria.

### Órgãos
O Estatuto da ANE estabeleceu como seus órgãos dirigentes a Diretoria, o Conselho Administrativo e Fiscal, as comissões dirigentes dos núcleos estaduais e a Assembleia Geral. Os cargos diretivos e do Conselho Administrativo são eletivos, sem direito a remuneração e com mandato de dois anos.  A Diretoria é composta pelo presidente, primeiro vice-presidente, segundo vice-presidente, secretário-geral, primeiro secretário, segundo secretário, primeiro tesoureiro, segundo tesoureiro, diretor de edições, diretor de cursos, diretor de biblioteca e diretor de divulgação.

### Presidentes

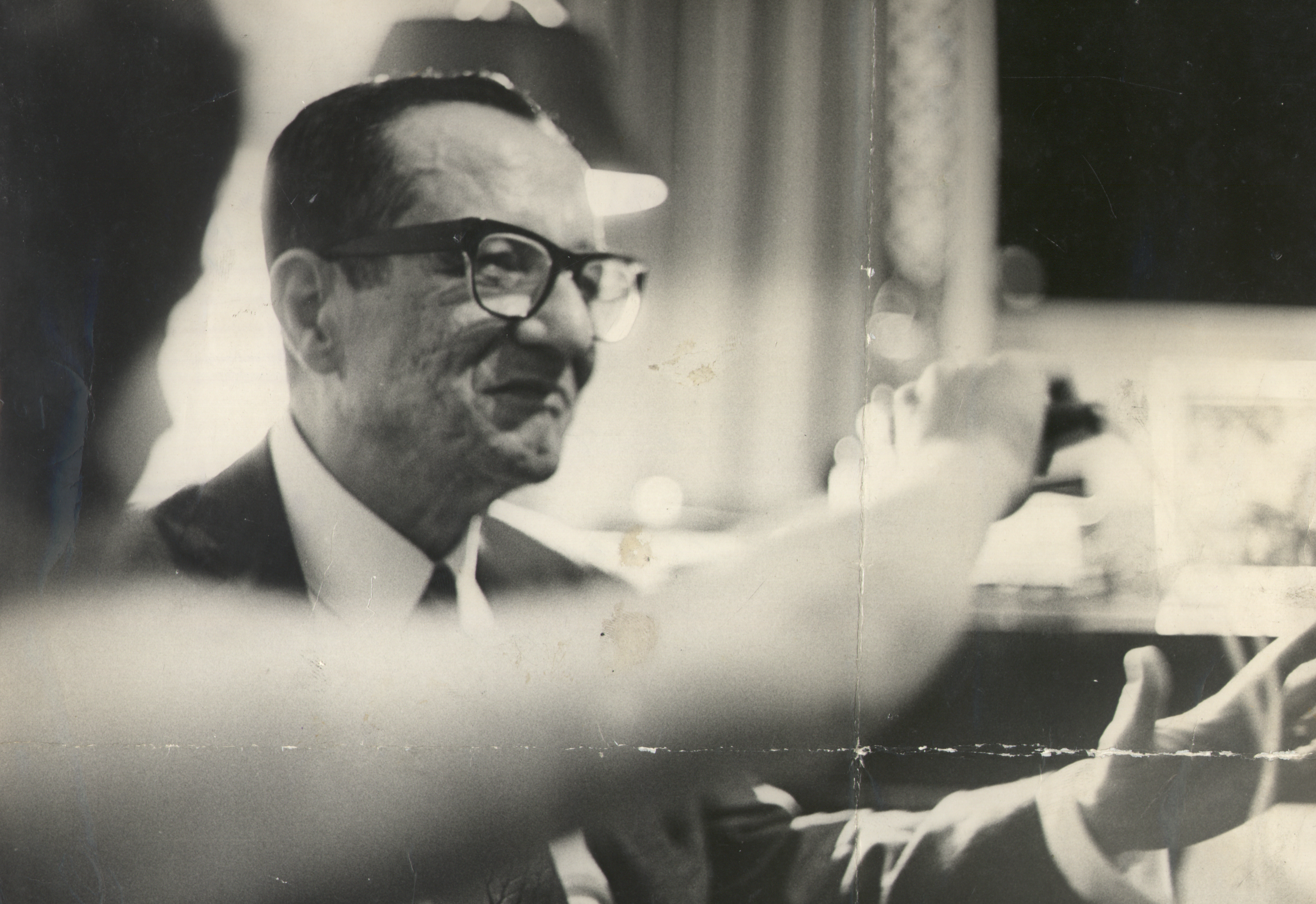
Cyro dos Anjos foi o primeiro presidente da Associação Nacional de Escritores

Bernardo Élis presidiu a instituição de 1981 a 1983

Desde 1963, a ANE teve os seguintes presidentes:
| Presidente                 | Início | Fim  |
| -------------------------- | ------ | ---- |
| Cyro dos Anjos             | 1963   | 1965 |
| Cândido Mota Filho         | 1965   | 1969 |
| Almeida Fischer            | 1969   | 1979 |
| Domingos Carvalho da Silva | 1979   | 1981 |
| Bernardo Élis              | 1981   | 1983 |
| Ronaldes de Melo Souza     | 1983   | 1985 |
| Alan Viggiano              | 1985   | 1987 |
| Napoleão Valadares         | 1987   | 1989 |
| Alan Viggiano              | 1989   | 1993 |
| Napoleão Valadares         | 1993   | 1995 |
| Danilo Gomes               | 1995   | 1997 |
| Branca Bakaj               | 1997   | 2005 |
| Napoleão Valadares         | 2005   | 2007 |
| Joanyr de Oliveira         | 2007   | 2009 |
| Fontes de Alencar          | 2009   | 2011 |
| José Peixoto Júnior        | 2011   | 2013 |
| Kori Bolivia               | 2013   | 2015 |
| Fábio de Sousa Coutinho    | 2015   |      |